# Flugplatz Jever

i7
i11
i13
Der Flugplatz Jever (früher Fliegerhorst Jever, ICAO-Code: ETNJ) ist ein inzwischen entwidmeter deutscher Fliegerhorst der Luftwaffe auf dem Gebiet der Städte Schortens und Jever. Standortbezeichnung ist Schortens. Der Flugbetrieb wurde Ende September 2013 eingestellt. Derzeit ist der Flugplatz Standort des Objektschutzregimentes der Luftwaffe „Friesland“, das dort insbesondere die Verteidigung eines Fliegerhorstes üben kann.

## Lage
Etwa drei Viertel des inmitten des Upjeverschen Forstes gelegenen Militärflugplatzes Jever gehört zum Stadtteil Upjever der Stadt Schortens. Das westliche Viertel des Flugplatzes liegt auf dem Gebiet des Stadtteils Cleverns der Stadt Jever. Schortens beherbergt auch die etwa zwei Kilometer westlich von ihrem Ortskern befindliche Hauptzufahrt an der Upjeverschen Straße. Längs dieser und der dazu parallelen Straße Am alten Fliegerhorst unterlag die 1936 für die Angestellten des Fliegerhorstes angelegte Wohnsiedlung mit Schule nach dem Zweiten Weltkrieg weiterhin militärischer Verwaltung. Erst mit dem Abzug dort wohnender britischer Streitkräfte wurde sie an die Kommunalverwaltung übergeben. Das Ensemble unterliegt heute dem Denkmalschutz.

## Geschichte

### Fliegerhorst der Wehrmacht
1935 begann der Bau des Flugplatzes und am 1. Mai 1936 wurde die Anlage an die Luftwaffe übergeben. Der Platz wurde vor und im Zweiten Weltkrieg von verschiedenen Verbänden der Luftwaffe genutzt. Von Dezember 1939 bis Juli 1940 führte der Jagdfliegerführer 1 die unterstellten Jagdfliegerführer Deutsche Bucht, Jagdfliegerführer Holland-Ruhrgebiet und Jagdfliegerführer Berlin von hier aus. Die folgende Tabelle zeigt die vollständige Auflistung aller fliegenden aktiven Einheiten (ohne Schul- und Ergänzungsverbände) der Luftwaffe der Wehrmacht, die hier zwischen 1937 und 1945 stationiert waren.
| Von            | Bis            | Einheit                                                                 | Ausrüstung                                           |
| -------------- | -------------- | ----------------------------------------------------------------------- | ---------------------------------------------------- |
| August 1934    | Juni 1936      | Luftdienst-Schleppstaffel Nordsee                                       |                                                      |
| Oktober 1936   | Oktober 1938   | I./JG 136 (I. Gruppe des Jagdgeschwaders 136)                           | Arado Ar 64, Arado Ar 65, Heinkel He 51              |
| November 1938  | April 1939     | I./St.G 162 (I. Gruppe des Sturzkampfgeschwaders 162)                   | Junkers Ju 87B                                       |
| September 1939 | September 1939 | 1./KG 25 (1. Staffel des Kampfgeschwaders 25)                           | Junkers Ju 88A                                       |
| September 1939 | September 1939 | I./KG 30 (I. Gruppe des Kampfgeschwaders 30)                            | Junkers Ju 88A                                       |
| September 1939 | September 1939 | 10. (Nacht)/ZG 26 (10. (Nachtjagd-)Staffel des Zerstörergeschwaders 26) | Arado Ar 68F, Messerschmitt Bf 109D                  |
| September 1939 | November 1939  | II. (Jagd)/Trägergruppe 186                                             | Messerschmitt Bf 109E                                |
| Oktober 1939   | November 1939  | III./LG 1 (III. Gruppe des Lehrgeschwaders 1)                           | Heinkel He 111H                                      |
| November 1939  | Mai 1943       | Stab/JG 1                                                               | Messerschmitt Bf 109E, Focke-Wulf Fw 190A            |
| Dezember 1939  | Februar 1940   | 11. (Nacht)/LG 2 (11. (Nachtjagd-)Staffel des Lehrgeschwaders 2)        | Arado Ar 68E, Messerschmitt Bf 109D                  |
| Dezember 1939  | Februar 1940   | 10. (Nacht)/JG 26                                                       | Arado Ar 68E, Messerschmitt Bf 109D                  |
| Dezember 1939  | März 1940      | II./JG 77                                                               | Messerschmitt Bf 109E                                |
| Dezember 1939  | April 1940     | I./ZG 76                                                                | Messerschmitt Bf 110                                 |
| Februar 1940   | April 1940     | 12. (Nacht)/JG 2                                                        | Arado Ar 68F, Messerschmitt Bf 109D                  |
| Mai 1940       | Mai 1940       | 11. (Nacht)/JG 2                                                        | Arado Ar 68F, Messerschmitt Bf 109D                  |
| Juni 1940      | Juni 1940      | I./JG 51                                                                | Messerschmitt Bf 109E                                |
| August 1940    | August 1940    | II./JG 52                                                               | Messerschmitt Bf 109E                                |
| September 1940 | September 1940 | II./JG 51                                                               | Messerschmitt Bf 109E                                |
| September 1940 | Mai 1941       | II./ZG 76                                                               | Messerschmitt Bf 110                                 |
| November 1940  | Januar 1941    | 3./JG 54                                                                | Messerschmitt Bf 109E                                |
| Juni 1941      | Juni 1941      | 6./JG 53                                                                | Messerschmitt Bf 109F                                |
| September 1941 | März 1943      | I./JG 1                                                                 | Messerschmitt Bf 109E                                |
| Dezember 1941  | Februar 1942   | Einsatzstaffel/JFS 1                                                    |                                                      |
| 1942           | 1943           | Sonderkommando Mausi                                                    | Junkers Ju 52/3m, Dornier Do 23, Blohm & Voss BV 138 |
| April 1943     | Oktober 1943   | Stab, II./JG 11                                                         | Messerschmitt Bf 109G-1                              |
| Oktober 1943   | Oktober 1943   | Jagdstaffel Helgoland                                                   | Messerschmitt Bf 109T                                |
| Januar 1944    | Juni 1944      | I./KG 54                                                                | Junkers Ju 88A-4                                     |
| August 1944    | ?              | Seenotgruppe 80, Seenotstaffel 80                                       | Dornier Do 18, Dornier Do 24, Messerschmitt Me 410   |
| Oktober 1944   | März 1945      | 5./KG 53                                                                | Heinkel He 111H-20                                   |
| Dezember 1944  | März 1945      | IV./NJG 3                                                               | Junkers Ju 88G-1, Junkers Ju 88G-6                   |

### Vom Kalten Krieg bis zur Gegenwart
Da es im Krieg hier kaum Zerstörungen gegeben hatte, wurden sämtliche Anlagen direkt nach Kriegsende von den Alliierten übernommen. Vorübergehend wurde der Flugplatz als Advanced Landing Ground B-117, so seine alliierte Codebezeichnung, noch durch die Second Tactical Air Force der britischen Royal Air Force genutzt. Anfang September 1945 lag hier unter anderem die mit Auster Mk. IV/V ausgerüstete No. 664 Squadron, bevor ehemalige Zwangsarbeiter und später Einheiten der dänischen Streitkräfte dort untergebracht wurden.
Im Frühjahr 1951 folgte die Übernahme durch die Royal Air Force und in diesem Zusammenhang die Errichtung einer befestigten Landebahn. Der Flugbetrieb auf der nunmehrigen Royal Air Force Station Jever, kurz RAF Jever, wurde 1952 wieder durch die Second Tactical Air Force aufgenommen. Hier lag beispielsweise die No. 112 Squadron, das ab April 1956 der erste Hawker Hunter Verband der RAF in Deutschland war, zuerst ausgestattet mit der Variante F4. Im folgenden Frühjahr bestand das Geschwader aus vier fliegenden Staffeln, 1957 wurden jedoch zwei bereits wieder aufgelöst. Die beiden verbliebenen Staffeln wurden 1959 und Ende 1960 außer Dienst gestellt. Einer der hier stationierten Hunter-Piloten war der spätere (insbesondere Harrier-) Testpilot John Farley (Artikel nur auf Englisch).
Im Jahr 1961 wurde RAF Jever an die deutsche Luftwaffe übergeben, die ab 1964 Flugbetrieb durchführte.

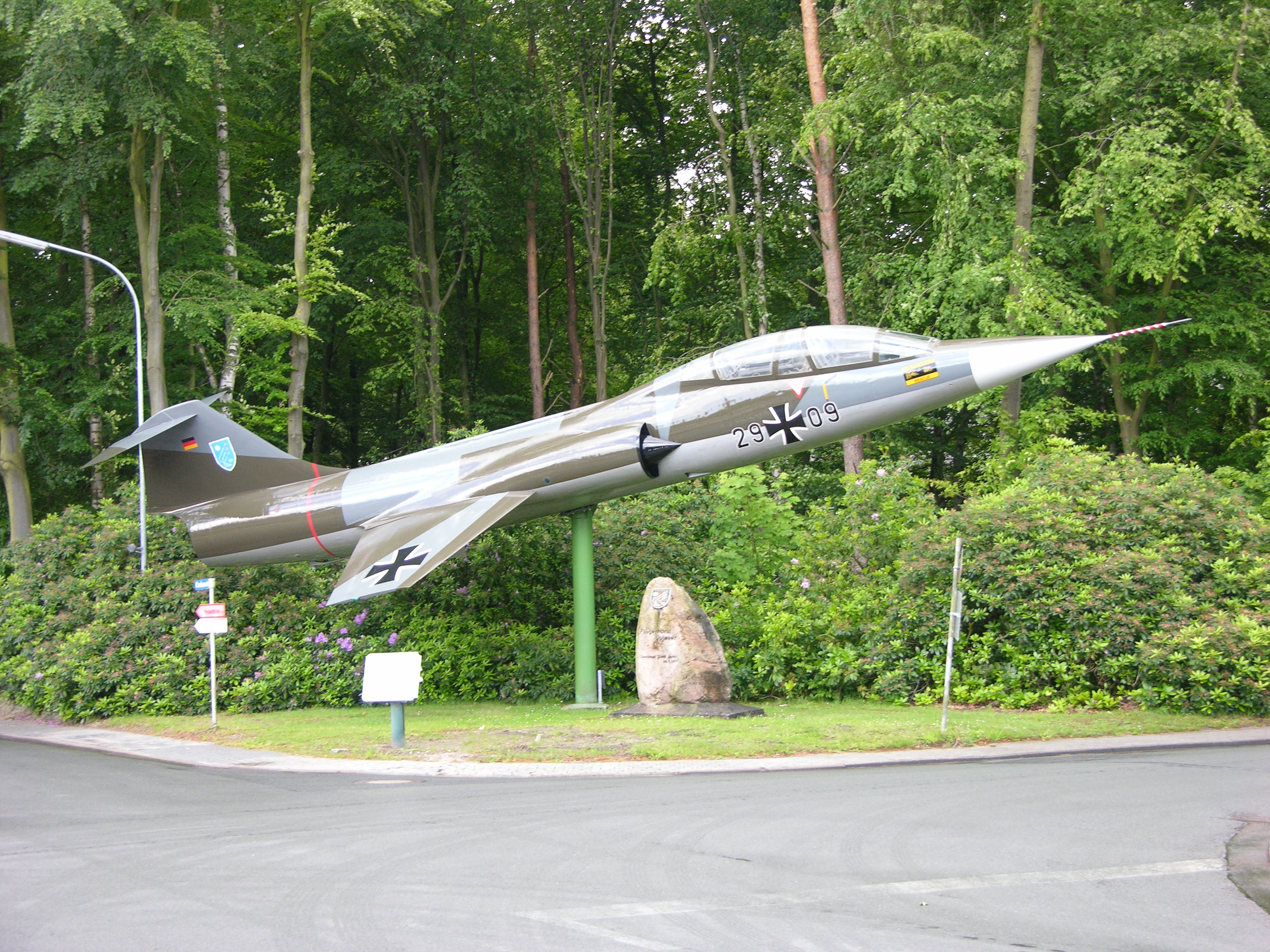
Ein zweisitziger F-104F Starfighter vor dem Tor zum Fliegerhorst, 2009

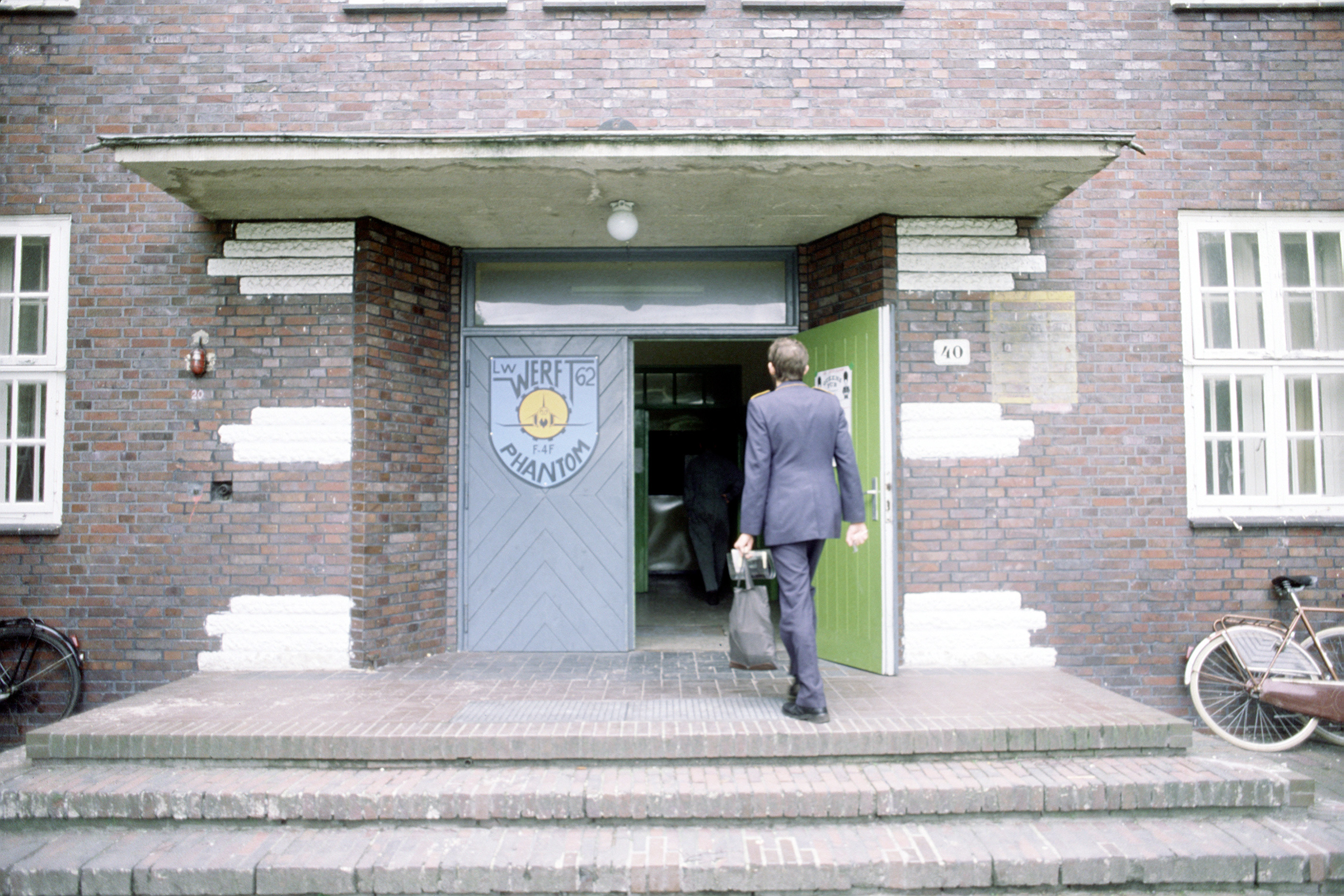
Eingang zu einem Gebäude der Luftwaffenwerft 62, 1986

Der jetzt wieder als Fliegerhorst Jever bezeichnete Flugplatz in Upjever war ab 1961 Interimsstandort von Teilen des Flugabwehrraketenbataillons 26, bevor dieses 1973 nach Hohenkirchen verlegte. Ab 1964 begann in Jever der Flugbetrieb der Waffenschule der Luftwaffe 10 für die Ausbildung der Piloten auf Lockheed F-104G Starfighter.
Von Herbst 1979 bis Ende 1988 war der Fliegerhorst Jever die Heimat des Tactical Leadership Programme der NATO, die dort mehrmals im Jahre fliegerische Lehrgänge zur Ausbildung von Führungspersonal für große multinationale Missionen durchführte.
Im Zuge der Einführung des Panavia Tornado wurde die Waffenschule aufgelöst und das Jagdbombergeschwader 38 „Friesland“ aufgestellt, das von Mitte 1983 bis Ende August 2005 Besatzungen auf dem Tornado schulte.
Zudem befand sich auf dem Fliegerhorst ab 28. Februar 1967 die 1. Staffel des Luftwaffen-Versorgungsregiments 7, die für die Wartung des Starfighters zuständig war. Ab 1. April 1970 hieß die Einheit Feldwerft F-104 und später Feldwerft F-4F für die neu stationierten McDonnell F-4F Phantom. Ab Januar 1982 folgte die Umbenennung in Luftwaffenwerft 62 und am 1. Juli 2002 in Luftwaffeninstandhaltungsgruppe 21.
Im letzten Jahrzehnt des Kalten Kriegs wäre Jever im Ernstfall zusätzlich eine Forward Operating Location (FOL) von A-10-Erdkampfflugzeugen der United States Air Force des auf der englischen Doppelbasis RAF Bentwaters/RAF Woodbridge beheimateten 81st Tactical Fighter Wings (81st TFW) gewesen. Bis Ende 1988 wären es A-10 der 509th Tactical Fighter Squadron (509th TFS) aus Woodbridge und ab Anfang 1989 der 511th TFS des 10th TFW aus RAF Alconbury gewesen. 
Vom 1. September 1987 bis zum 31. August 1989 wurden insgesamt 24.184 Starts und Landungen durchgeführt.
Am 26. September 2013 wurde der Flugbetrieb nach 77 Jahren mit dem letzten Start einer Douglas A-4 Skyhawk beendet. Die Entwidmung als Flugplatz erfolgte Ende September 2013 und ist Teil der Bundeswehrreform. Ende 2014 wurde die Flugplatzwerft geschlossen. Bis dahin wurden von der ehemaligen Luftwaffen-Instandhaltungsgruppe 21 noch die letzten Phantoms abgewrackt.
Die ehemalige Unteroffizier Lehr- und Sicherungsstaffel (ULS) des Fliegerhorstes ging 1997 im Objektschutzbataillon auf und avancierte ab dem 30. Juni 2006 zum Objektschutzregiment der Luftwaffe „Friesland“. Durch eine Konzentration entsprechender Einheiten soll es zu einer Kopfstärke von über 2000 Soldaten anwachsen und so die zukünftige primäre Nutzung des Flugplatzes darstellen. Dessen Einrichtungen sollen dabei als Übungsobjekte dienen. Neben ihm sollte zunächst der Führungsunterstützungsbereich der Luftwaffe mit den IT-Sektoren 1 und 2 in Schortens stationiert werden. Dies wurde jedoch später revidiert. Wie bei allen größeren Standorten gibt es dann noch das Sanitätsversorgungszentrum Schortens.
Im Mai 2016 wurde der am 22. Dezember 1976 festgesetzte Lärmschutzbereich um den militärischen Flugplatz aufgehoben.
| Von                | Bis                | Einheit                                                                                  |
| ------------------ | ------------------ | ---------------------------------------------------------------------------------------- |
| Frühjahr 1951      | 1952               | Royal Air Force                                                                          |
| 1952               | 1961               | RAF Germany mit No. 20 Squadron RAF (20 Sq), 112 Sq, 4 Sq, 93 Sq, 98 Sq, 118 Sq und 2 Sq |
| 1961               | 1961               | Übergabe an die Deutsche Luftwaffe                                                       |
| 1961               | 1973               | Flugabwehrraketenbataillon 26, 1964–1983 Waffenschule der Luftwaffe 10                   |
| 1983               | 2005               | Jagdbombergeschwader 38 „Friesland“                                                      |
| 26. September 2013 | 26. September 2013 | Ende des Flugbetriebs                                                                    |
| 2015               | …                  | Objektschutzregiment der Luftwaffe „Friesland“, Sanitätsversorgungszentrum               |

## Zwischenfälle
Am 26. November 1937 kollidierten zwei auf dem Fliegerhorst Jever stationierte Heinkel He 51 über der Stadt Jever. Beide Flugzeuge stürzten in ein Wohnviertel. Wie durch ein Wunder waren keine zivilen Opfer zu beklagen. Ein Pilot konnte sich mit dem Fallschirm retten, der andere starb.:64
Von 1952 bis zur Einstellung des Flugbetriebs im September 2013 kam es am Flugplatz Jever und in seiner näheren Umgebung zu 34 Totalschäden von Flugzeugen. Dabei kamen 11 Menschen ums Leben.
Seit 1964 führte die Waffenschule der Luftwaffe 10 auf dem Fliegerhorst Jever Teile der lehrgangsgebundenen fliegerischen Ausbildung auf dem Starfighter durch. Dazu war die Schule sowohl mit Exemplaren des einsitzigen Einsatzmusters F-104G als auch mit der doppelsitzigen Trainerversion ausgestattet. Zunächst war dies die Version F-104F und später die TF-104G. Neben der Ausbildung wurden die Doppelsitzer auch für Überprüfungs- und Übungsflüge als auch für Mitflüge von dazu berechtigtem Personal eingesetzt. Daher war der Pilot im vorderen Cockpit nicht in jedem Fall ein „Schüler“.
Am Flugplatz Jever bzw. in dessen Umgebung ereigneten sich unter anderem folgende Unfälle:
- Am 4. Dezember 1956 explodierte in einer Hawker Hunter F.6 der britischen Royal Air Force (Luftfahrzeugkennzeichen XE669) das Triebwerk kurz nach dem Start. Die Maschine stürzte 1,6 Kilometer südlich des Flugplatzes Jever (4,3 Kilometer westsüdwestlich von Schortens) ab. Der Pilot konnte sich mit dem Schleudersitz herausschießen, wurde aber getötet, als der Schleudersitz versagte. Ursache des Versagens war, dass die barostatische Zeitverzögerungseinheit versagte. Die Sicherheitsplatte über dem Auslösekolben der ersten Stufe war falsch herum eingebaut und kalibriert worden und verhinderte so die korrekte Funktion des Sitzes. Nachdem alle Hunter in Jever gegroundet worden waren, wurde festgestellt, dass zwei weitere falsch montiert waren.[18][19]

- Am 27. Juli 1964 wurden die Landeklappen eines doppelsitzigen F-104F Starfighter (BB+380) bei zu hoher Geschwindigkeit angewählt. Die Folge war eine asymmetrische Klappenstellung, durch welche das Flugzeug außer Kontrolle geriet und in der Nähe der Ortschaft Hesel abstürzte. Beide Piloten konnten sich mit ihren Schleudersitzen retten.[20][21]

- Am 24. Februar 1965 versuchte ein Pilot eines F-104G Starfighters (BB+239) während des Starts auf dem Militärflugplatz Jever mehrfach erfolglos den Nachbrenner zu zünden. Das Luftfahrzeug bekam kurz nach dem Abheben Bodenberührung und wurde zerstört, der Pilot erlitt tödliche Verletzungen.[20]

- Am 17. August 1965 brach bei einer Nachtlandung auf dem Militärflugplatz Jever bei einem doppelsitzigen F-104F Starfighter (BB+364) das rechte Hauptfahrwerk auf Grund zu hoher Sinkrate beim Aufsetzen. Die Besatzung startete durch und entschied sich für einen Rettungsausstieg. Das Luftfahrzeug schlug im Wangerland auf. Die Piloten verletzten sich bei der Landung mit dem Fallschirm.[20]

- Am 22. September 1965 stürzte ein F-104G Starfighter (BB+246) beim Anflug auf dem Militärflugplatz Jever nach Ausfall des Triebwerks in der Nähe von Stollhamm ab. Ursache war vermutlich eine Störung des Kraftstoffventils. Das Luftfahrzeug wurde zerstört, der Pilot konnte sich mit dem Schleudersitz retten.[22]
- Am 7. Februar 1966 ließ sich beim Landeanflug eines F-104G Starfighter (BB+249) auf den Militärflugplatz Jever das rechte Hauptfahrwerk auf Grund einer gebrochenen Strebe nicht vollständig ausfahren. Das Luftfahrzeug wurde aufgegeben und stürzte in der Nähe von Remels ab. Der Pilot rettete sich mit dem Schleudersitz.[22]

- Am 29. September 1965 stürzte ein F-104G Starfighter des Jagdbombergeschwaders 31 „Boelcke“ (DA+114) im Anflug auf den Fliegerhorst Jever am Ortsrand von Schortens ab. Das Flugzeug wurde zerstört, mehrere Wohnhäuser zum Teil schwer beschädigt. Der Pilot initiierte den Rettungsausstieg zu spät und wurde tödlich verletzt. Ursache war Schubverlust durch eine Fehlfunktion der Schubdüsenverstellanlage nach Verlust von Triebwerksöl. Dieser  Unfall löste erhebliche Proteste in Schortens aus und führte zur Gründung einer „Schutzgemeinschaft gegen Düsenjägergefahren“, die bis zur Entwidmung des Flugplatzes regelmäßig gegen den Flugbetrieb protestierte.[23][24][16]:245/246

- Am 28. Mai 1968 stürzte ein doppelsitziger TF-104G Starfighter (27+04) bei Leerhafe ab. Der Seilzug zwischen Gashebel und der Steuereinheit der Kraftstoffversorgung des Triebwerks hatte sich gelöst. Dies bewirkte einen plötzlichen Schubverlust. Da das Triebwerk nicht mehr geregelt werden konnte, retteten sich beide Piloten mit ihren Schleudersitzen.[22][20]

- Am 9. Oktober 1968 konnte der als Nummer 2 in einer Formation fliegende Pilot eines doppelsitzigen TF-104G Starfighters (28+21) bei einer im Tiefflug geflogenen Faßrolle seine Position nicht halten und berührte die Wasseroberfläche der Weser in der Nähe von Weddewarden (CFIT). Das Luftfahrzeug wurde zerstört, beide Piloten der Trainingsmaschine getötet.[20]

- Am 17. Februar 1972 kollidierte ein doppelsitziger TF-104G Starfighter der Waffenschule der Luftwaffe 10 (27+91) bei einem zu tiefen Instrumentenanflug bei Nacht auf den Fliegerhorst Jever mit dem Kirchturm der im Endanflug gelegenen Ortschaft Sandel und beschädigten diesen, kappte danach einige Bäume und schlug rund 1 km vor der Platzgrenze auf freiem Feld auf. Durch diesen CFIT (Controlled flight into terrain) wurde das Flugzeug wurde zerstört, einer der beiden Piloten konnte sich mit dem Schleudersitz retten, der andere wurde tödlich verletzt. Dieser Vorfall führte erneut zu heftigen Protesten gegen den Flugbetrieb in Jever.[25][16]:261/262

- Am 12. März 1973 flog die Besatzung eines doppelsitzigen TF-104 G Starfighters des Jagdgeschwaders 71 „Richthofen“ (27+28) den Fliegerhorst Jever für einen Übungsanflug mit Touch-and-Go an. Beim Durchstarten wurde das Fahrwerk bereits wieder eingefahren, bevor wieder eine sichere Fluggeschwindigkeit erreicht war. Der Starfighter sackte durch und rutschte dann bis zum Stillstand über die Landebahn. Die Besatzung blieb unversehrt, allerdings wurde das Flugzeug irreparabel beschädigt und deshalb ausgemustert.[26]

- Am 13. März 1990 kam es an einem Alpha Jet der Luftwaffe (41+60) über der Nordsee   zu einem Vogelschlag. Die Maschine stürzte beim Versuch einer Notlandung nördlich des Flugplatzes Jever ab. Der Pilot konnte sich mit dem Fallschirm in Sicherheit bringen.[27]